# Festival Latino Americando
Le Festival Latino Americando, aussi stylisé Festival Latino-Americando, est un festival de salsa et musique latine organisé à Milan, en Italie, entre juin et août.

## Histoire
L'édition 2008 est une tentative de record de plus grande rueda de casino pour le Livre Guinness des records avec 698 danseurs[réf. nécessaire].
Le festival Latino Americando possède son équivalent français, le Tempo Latino, qui est lui aussi « le plus grand festival européen de musiques latines et afro-cubaines ». 

## Éditions notables

### 2005
- Hommages à Celia Cruz et à Tito Puente[3]
- Los Van Van
- Papi Sánchez
- Yoskar Sarante
- El Gran Combo de Puerto Rico
- Viva Santana
- Eva Ayllón
- Radio Mundial
- Nicky Jam
- Plena Libre
- Cubanito 20.02
- Mart´Nàlia (Brésil)
- Jorge Drexler
- Charanga Habanera
- Yuri Buenaventura
- Beth Carvalho

### 2006
29 juin,
- Fuegos Del Caribe (Danses Folfloriques)
- Jose Luis Cortés Y NG La Banda
- Colombia All Stars
- Monchy y Alexandra (bachata)
- Chambao
- Jorge Aragão
- David Calzado y su Charanga Habanera
- Free Hole Negro
- Pablo Milanés
- Daniela Mercury
- Los Conquistadores de La Salsa
- Orishas
- L'Italie rencontre l'Amérique latine
- Marcelo D2[4]
- Tiempo Libre

Juillet
- Olodum
- Bajofondo Tango Club
- La Kinky Beat
- David Calzado y su Charanga Habanera
- Oscar D'León
- Frank Reyes
- Andy Montáñez
- Grammys cubains
- Margareth Menezes
- Bolivie : danses folkloriques
- Third World
- Los Van Van
- Raul Paz
- Mercadonegro
- Larry Harlow and the Latin Legends
- Cubanito 20.02
- Ballet De Carmen López
- Ivan Villazon Y Saul Lallemand
- Issac Delgado
- Bersuit Vergarabat
- Gilberto Gil
- Mauricio y Palo de Agua
- Adriana Calcanhotto
- Yusa
- Oscar D'León
- Juanes
- Bacilos
- Spanish Harlem Orchestra
- Yuri Buenaventura
- Eliades Ochoa y Cuarteto Patria
- Tango : Historias de amor y de Muerte

Août
- Gilberto Santa Rosa
- Víctor Manuelle
- Chucho Valdés
- La 33
- Manolito Simonet y su Trabuco
- Orquesta Aragón
- Calle 35 (Reggaeton)
- Fiesta cubaine : NG La Banda – El Médico de la salsa - Paulito FG – Pupy
- Orquesta Do Fuba (Forro)
- Jerry Rivera
- Rodry-Go and the Black Market Band (Reggaeton)
- Willie Colón
- Yumuri
- Cuba (Danses Folfloriques)
- Grand carnaval

### 2007
Juin
- Hommage à Compay Segundo
- Ney Matogrosso
- Frankie Negrón
- Soirée spéciale salsaton
- Sol y Lluvia
- Manolito y su Trabuco
- X-Alfonso
- Papi Sánchez
- Noelia
- Tito Gomez

Juillet
- Vocal Sampling
- Aterciopelados
- Yerba Buena
- Oscar D'León
- Fulanito
- Grupo Niche
- Toke D Keda
- Paraguay (danses folfloriques)
- Angélique Kidjo
- La India
- Sergio Vargas
- Ólodum
- José Feliciano
- Alceu Valença
- Xtreme
- Adalberto Álvarez
- Tito Rojas
- Mauricio & Palodeagua
- Tego Calderón
- Julieta Venegas
- Os Mutantes
- Pérou (danses folkloriques)
- Haila Mompié
- Gente de Zona
- Yomo Toro & Frankie Morales Mambo Orq.
- Gilberto Gil
- Jerry Rivera
- Los Van Van
- Son Reinas
- Paulina Rubio

Août
- José Alberto « El Canario »
- Terra Samba
- Puerto Rican Power
- Chayanne
- Cubanito 20.02
- Los Gaiteros de San Jacinto
- Tony Vega
- Los Hermanos Rosario
- Pitbull
- Ray Sepúlveda
- Oro Solido
- Israel « Cachao » Lopez and the Mambo Masters
- Venezuela (danses folkloriques)
- David Calzado y su Charanga Habanera
- Carnaval
- Monchy y Alexandra
- Willy Chirino
- Sergent Garcia
- Diana Miranda
- Tango Moreno
- Chichi Peralta
- Kassav'
- Dave Valentin and the Tropic Heat Quintet
- Marcelo D2
- Los Enanitos Verdes
- New York Salsa All Star

### 2013
Juillet
- Gente de Zona
- Grupo Niche
- Manolito Simonet y su Trabuco
- Tanghetto
- José Alberto « El Canario »
- Issac Delgado
- Cláudia Leitte
- Havana D'Primera
- Gal Costa
- NY Salsa All Stars
- La 33
- Olodum
- La India[6]
- Cubaton
- Inti-Illimani
- Cumbia All Stars